# Jens Berthel Askou
Jens Berthel Askou, född 19 augusti 1982 i Videbæk, Danmark, är en dansk fotbollstränare och tidigare fotbollsspelare. Han är sedan 2025 assisterande tränare i FC Köpenhamn. Mellan juni 2023 och juni 2024 var han huvudtränare i allsvenska IFK Göteborg.